# Stretto

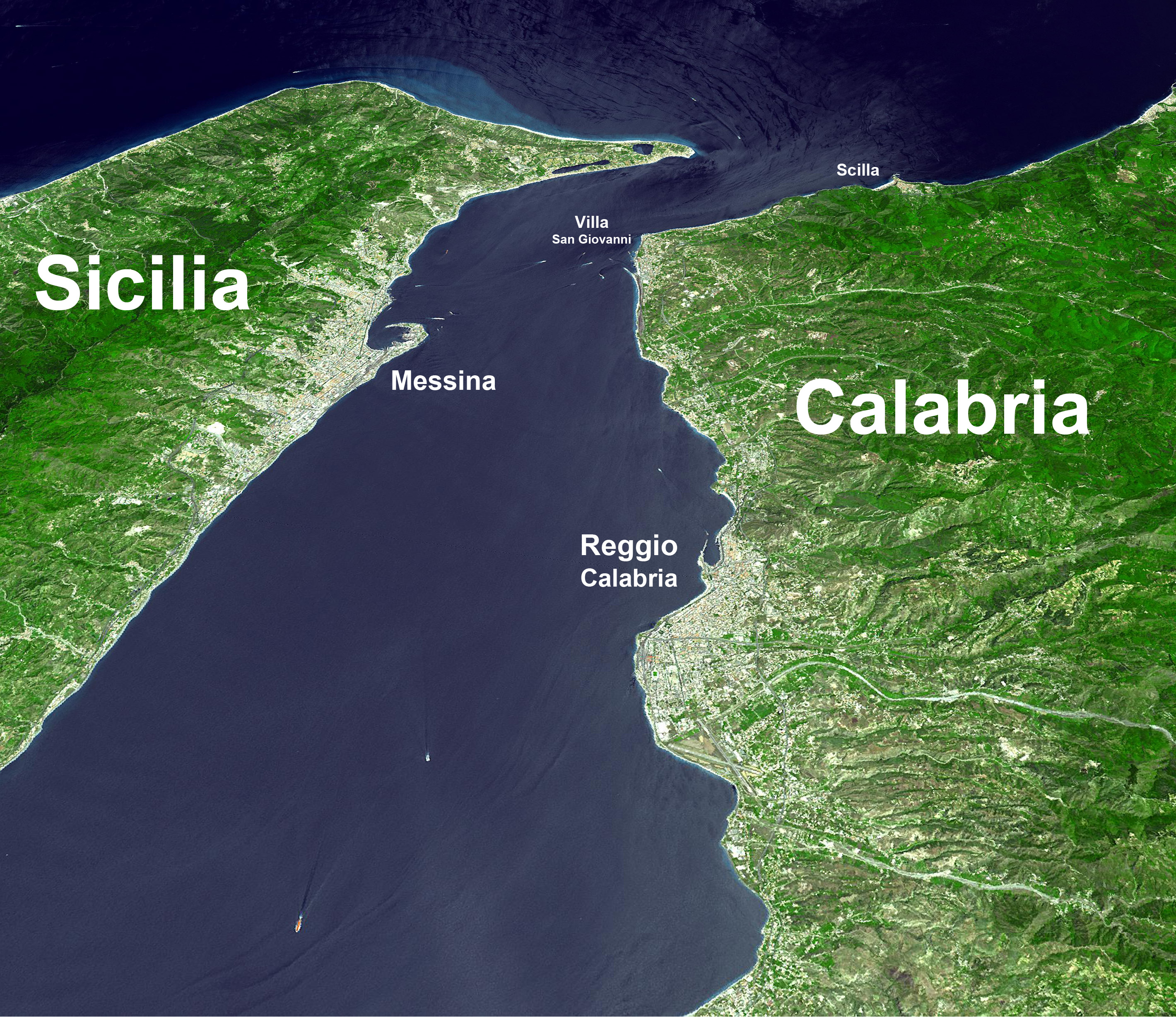
Immagine satellitare dello Stretto di Messina

Uno stretto è un braccio di acqua tra due terre che collega due bacini di acqua contigui. 
La differenza tra "stretto" e canale dipende dal tipo di masse d'acqua coinvolte, da un lato e dall'altro lato: se queste sono di caratteristiche chimico-fisiche simili (densità, salinità, temperatura) allora si parlerà di "canale" (della Manica, d'Otranto); se invece le caratteristiche sono dissimili si parlerà di "stretto": quello di Gibilterra, per esempio, separa acque oceaniche fredde e "dolci" da quelle mediterranee calde e salate.
Queste differenze, in misura diversa, sono presenti anche nel basso Tirreno e nello Ionio (stretto di Messina) e in maniera decisamente più apprezzabile tra l'acqua mediterranea occidentale e quella levantina (stretto di Sicilia, noto infatti anche come canale di Sicilia)

## Descrizione
Gli stretti sono e sono stati economicamente e strategicamente importanti in quanto passaggi chiave obbligati nelle rotte di molte navi. Per assicurarsi il loro controllo sono state scatenate molte guerre già nella Storia antica. La loro sovranità tuttora è motivo di disputa territoriale, come nel caso di Gibilterra.
Tra gli stretti più conosciuti ed importanti vi sono:
- Stretto di Dover, tra la Gran Bretagna e la Francia, che unisce il Mare del Nord con l'Oceano Atlantico;
- Stretto di Gibilterra, l'unico passaggio naturale tra il Mediterraneo e l'Atlantico;
- il Bosforo e i Dardanelli, che connettono il Mediterraneo col Mar Nero;
- l'Øresund, che unisce il Baltico con il Mare del Nord;
- Bab el-Mandeb, che connette il Mar Rosso con l'Oceano Indiano;
- Stretto di Hormuz, che connette il Golfo Persico con l'Oceano Indiano;
- Stretto di Magellano, tra l'Oceano Pacifico e l'Atlantico (a nord della Terra del Fuoco);
- Stretto di Bering, tra l'Oceano Pacifico ed il Mar Glaciale Artico;
- Stretto di Malacca, che connette l'Oceano Indiano con il Mar Cinese Meridionale.

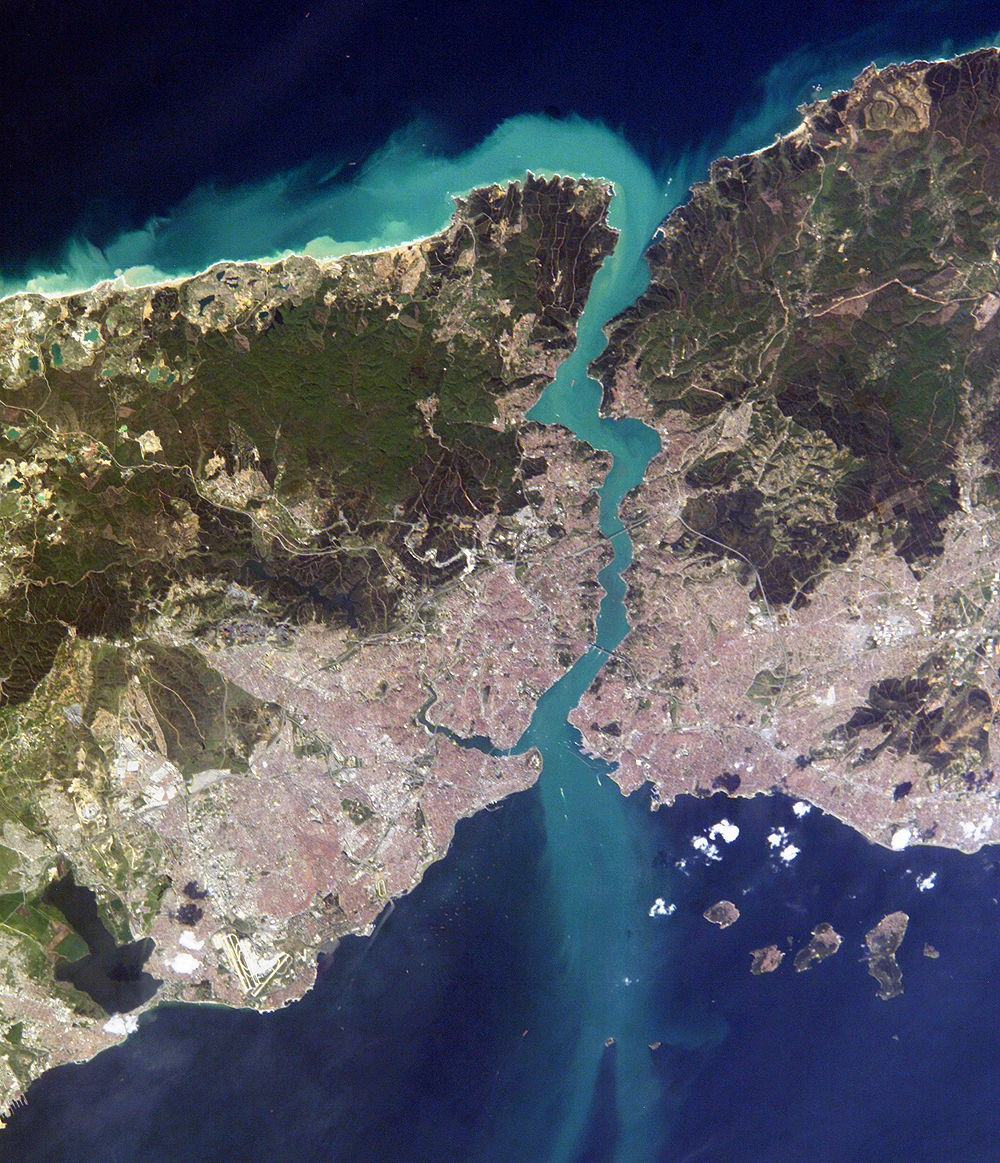
Stretto del Bosforo, che separa l'Europa dall'Asia.

Un istmo è il concetto opposto di uno stretto: l'istmo collega tra loro due vasti territori, mentre lo stretto collega tra loro due masse d'acqua.

### Diritti di passaggio
Gli stretti, o "Stretti marini", sono zone di mare poste tra due terre emerse e ricompresi interamente nelle acque territoriali di uno o più stati; secondo norme internazionali consuetudinarie molto antiche, negli stretti colleganti due zone di alto mare le navi civili e militari godevano di un "diritto di passaggio inoffensivo" (inoffensivo verso lo Stato costiero, naturalmente) non sospendibile. In seguito alle convenzioni dell'ONU del 1958 e soprattutto del 1982 sono stati previsti due diritti distinti di passaggio negli stretti, applicati a seconda del tipo di stretto in questione.
Il "diritto di passaggio inoffensivo non sospendibile" è previsto per gli stretti colleganti una zona di mare territoriale con una "Zona economica esclusiva" o una zona di alto mare, o anche per gli stretti colleganti due zone di alto mare se lo stretto è posto tra un continente e un'isola, qualora detti territori appartengano allo stesso Stato costiero e qualora vi sia una via comparabile per comodità (uno stretto di questo tipo è l'italiano Stretto di Messina).
Il diritto di "Passaggio in transito", invece, è previsto per gli stretti colleganti due zone di alto mare, o due Zone economiche esclusive, o una zona di alto mare e una zona economica esclusiva. Il passaggio in transito prevede diritti più estesi del passaggio inoffensivo: prevede il passaggio per navi civili e militari e per gli aeromobili, e consente ai sommergibili di restare in immersione durante il transito.